# موريلو إندرس

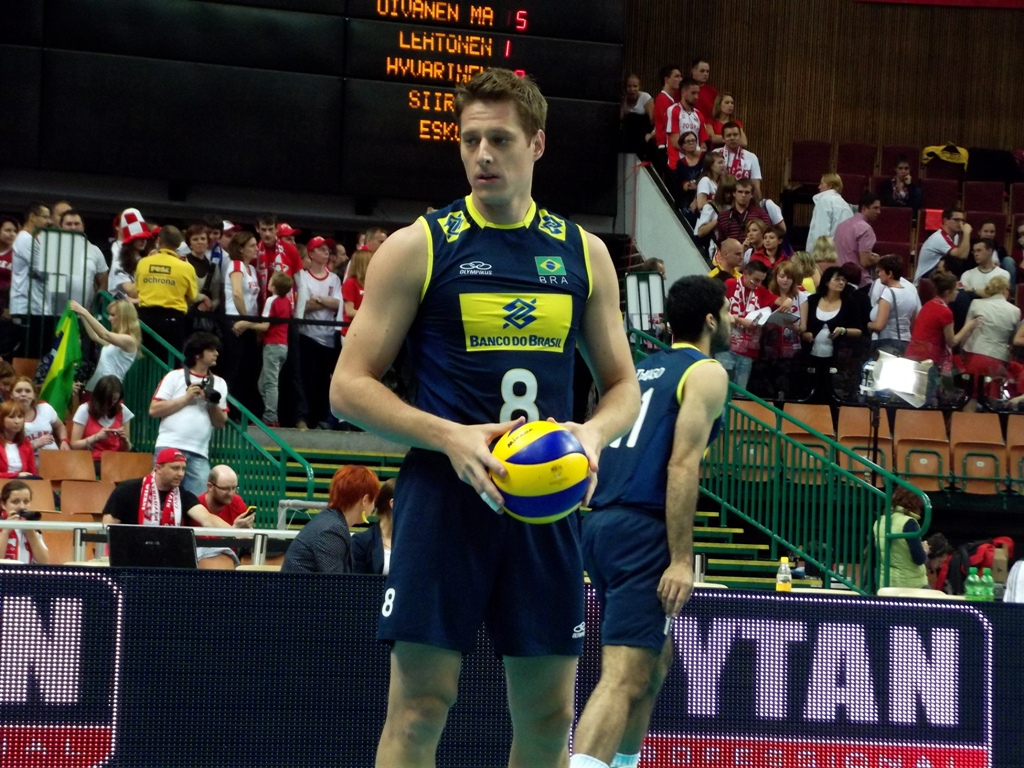
موریلو

موريلو إندرس (بالإنجليزية: Murilo Endres) المعروف موريلو ، من مواليد 3 مايو 1981، وهو لاعب كرة طائرة برازيلي، لعب مع منتخب البرازيل لكرة الطائرة. مزدوجة الميدالية الفضية في دورة الألعاب الاولمبية من بكين 2008 لندن 2012، بطل العالم (2006، 2010)، الحاصل على الميدالية الفضية في بطولة العالم 2014.

## الجوائز و الالقاب

### الفردية
- أفضل لاعب - الألعاب الأولمبية الصيفية 2012
- أفضل لاعب - بطولة العالم لكرة الطائرة للرجال 2010
- أفضل لاعب - بطولة أمريكا الجنوبية لكرة الطائرة للرجال 2009

## وصلات خارجية
- موريلو إندرس على موقع الاتحاد الدولي beach volleyball database (الإنجليزية)
- موريلو إندرس على موقع الاتحاد الأوروبي (الإنجليزية)
- موريلو إندرس على موقع عالم الكرة الطائرة (الإنجليزية)
- موريلو إندرس على موقع دوري الدرجة الأولى الإيطالي للكرة الطائرة - رجال (الإيطالية)
- موريلو إندرس على موقع اللجنة الأولمبية الدولية (الإنجليزية)
- موريلو إندرس على موقع أوليمبيديا (الإنجليزية)

- FIVB Profile